# سلوبودان يانكوفيتش (لاعب كرة قدم)
سلوبودان يانكوفيتش (23 ديسمبر 1946 ببلغراد في صربيا - ) هو لاعب كرة قدم (وحمل سابقاً جنسية يوغوسلافيا) في مركز الوسط. شارك مع منتخب يوغوسلافيا لكرة القدم. أما مع النوادي، فقد لعب مع النجم الأحمر بلغراد ونادي أوسييك ونادي لانس ونادي ماريبور وسينجليتش بلغراد ‏ وFK Sloga Kraljevo ‏.

## وصلات خارجية
- سلوبودان يانكوفيتش (لاعب كرة قدم) على موقع قاعدة بيانات كرة القدم.إي يو (الإنجليزية)
- سلوبودان يانكوفيتش (لاعب كرة قدم) على موقع ناشيونال فوتبول تيمز (الإنجليزية)
- سلوبودان يانكوفيتش (لاعب كرة قدم) على موقع عالم كرة القدم.نت (الإنجليزية)